# Nanthiat
Nanthiat település Franciaországban, Dordogne megyében. Lakosainak száma 239 fő (2022. január 1.). Nanthiat Sarrazac, Corgnac-sur-l’Isle, Nantheuil és Saint-Sulpice-d’Excideuil községekkel határos.

## Népesség
A település népességének változása:
| Lakosok száma | 356  | 336  | 337  | 284  | 252  | 245  | 239  | 237  | 238  | 239  |
|               | 1968 | 1982 | 1990 | 2006 | 2013 | 2015 | 2017 | 2019 | 2020 | 2022 |